# Rhagastis swinhoei
Rhagastis swinhoei is een vlinder uit de familie van de pijlstaarten (Sphingidae). De wetenschappelijke naam van de soort is voor het eerst geldig gepubliceerd in 1924 door Benjamin Preston Clark.